# Resolució 1075 del Consell de Seguretat de les Nacions Unides
La Resolució 1075 del Consell de Seguretat de les Nacions Unides, adoptada per unanimitat l'11 d'octubre de 1996 després de reafirmar la Resolució 696 (1991) i totes les resolucions següents sobre Angola, el Consell va assignar tasques posteriors a UNITA i va estendre el mandat de la Tercera Missió de Verificació de les Nacions Unides a Angola (UNAVEM III) fins l'11 de desembre de 1996.
El 2 d'octubre 1996 es va celebrar una cimera de la Comunitat per al Desenvolupament de l'Àfrica Austral (SADC) de política, defensa i seguretat celebrada a la capital d'Angola, Luanda. Una delegació de la SADC també va participar en les deliberacions del Consell de Seguretat a Angola. Era important que totes les parts adherides al pla de pau a Angola, incloent el Protocol de Lusaka, respectin els drets humans i la presència de les Nacions Unides per aplicar els acords.
Es va expressar preocupació per la manca d'avenços en el procés de pau en els últims tres mesos. Els retards en la desmobilització de les tropes d'UNITA significa que el procés va amb retard, avançant amb encara més dificultats durant l'estació plujosa. Els retards, sobretot d'UNITA, eren inacceptables per al Consell. No obstant això hi ha passos positius com l'arribada dels generals de la UNITA per servir a l'exèrcit unificat, l'aquarterament de 63.000 soldats, el lliurament d'armes pesants, la selecció de 10.000 efectius d'UNITA per a l'exèrcit unificat, el començament de la desmobilització del personal menor d'edat i la proposta d'UNITA quant a la condició especial del seu líder.
El Consell de Seguretat és decebut amb UNITA perquè no havia complert amb les seves obligacions i va cridar al grup a complir immediatament les tasques següents:
(a) completar la selecció de 26.300 soldats per ser incorporats a les Forces Armades Angoleses;
(b) aturar el flux de desertors de les zones d'aquarterament i fer tornar aquells que els han abandonat;
(c) registrar els policies d'UNITA;
(d) desmantellar tots els llocs de comandament d'UNITA;
(e) declarar formalment que tots els soldats d'UNITA són aquarterats i que UNITA ja no tindrà armes;
(f) contribuir a l'extensió de l'administració estatal arreu d'Angola i cooperar amb UNAVEM III;
(g) fer que els altres generals i oficials siguin disponibles a les unitats militars;
(h) retorn de tots els membres electes a l'Assemblea Nacional;
(i) abstenir-se d'obstaculitzar les activitats de desminatge i els vols de les Nacions Unides;
(j) cooperar amb el govern d'Angola i fer la seva estació de ràdio independent i apolítica;
(k) completar l'entrenament del personal d'UNITA que hauria de protegir els oficials d'UNITA;
(l) permetre la lliure circulació de béns i persones.
Si aquestes tasques no es compleixin, el Consell consideraria imposar les mesures de la Resolució 864 (1993). Es va prendre nota de la intenció del Secretari General Boutros Boutros-Ghali de reduir els efectius d'UNAVEM III a final de desembre de 1996 d'acord amb la Resolució 976 (1995), que també recomanava que el mandat d'UNAVEM III havia d'acabar el febrer de 1997. També se li demanarà que informi al Consell el 20 de novembre i l'1 de desembre 1996 sobre el progrés en el procés de pau.